# Vysokyj Zamok
Vysokyj Zamok (ukrajinsky Висо́кий За́мок; polsky Wysoki Zamek) je jedním z kopců v ukrajinském Lvově a se svou výškou 413 m také nejvyšší bod pohoří Roztoččja. Dnes je na vrcholu umístěn vysílač a prostranství s ukrajinskou vlajkou. Z vrchu je pohled na centrum a některá předměstí Lvova i dále.

## Dějiny

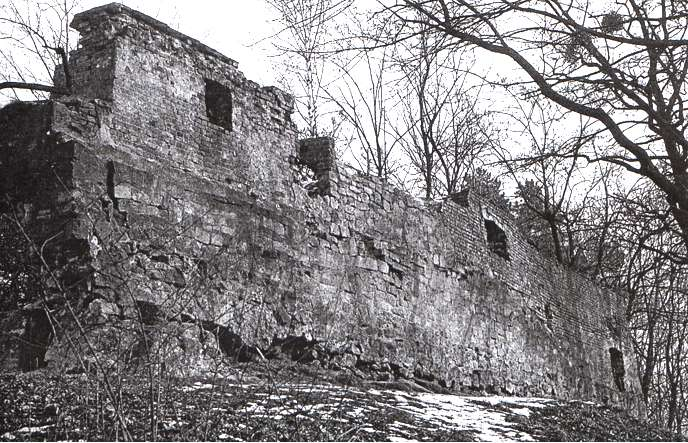
Zbytky opevnění

Na kopci vznikl ve 13. století hrad s původně dřevěným opevněním. Okolo roku 1360 zde pak polský král Kazimír III. Veliký nechal zbudovat zděné sídlo a kopec dostal svůj současný název. V následujících staletích byla pevnost několikrát přestavována. Během kozáckého povstání roku 1648 se jí zmocnil kozácký plukovník Maksym Kryvonis. Poté, co se Halič stala součástí habsburských držav, bylo započato s demolicí tvrze. V letech 1869–1870 byly zbytky zdí a věží využity na stavbu umělého Kopce Lublinské unie k oslavě 300 let od jejího uzavření. Na Vysokém Zamku tak zbyl již jen několikametrový pozůstatek hradeb, který je zde k vidění dodnes.